# Necroscia pallida
Necroscia pallida är en insektsart som först beskrevs av Ludwig Redtenbacher 1908.  Necroscia pallida ingår i släktet Necroscia och familjen Diapheromeridae. Inga underarter finns listade i Catalogue of Life.